# 特拉华州众议院
特拉华州众议院（英語：Delaware State House of Representatives）是美国特拉华总议会的下议院。特拉华州众议院共有41名议员，每届任期2年。特拉华州众议院领导人为众议院发言人。现任众议院发言人为民主党人Robert F. Gilligan，于2009年1月13日上任。